# GLARE SOUNDS PROJECTION
GLARE SOUNDS PROJECTION（グレアサウンズプロジェクション）は、鹿児島市を拠点に活動をしている日本のソロプロジェクト。

## 概要
坂口広亮（さかぐちこうすけ、ex.LUBIC CAVE HOUSE）を中心に活動開始。現在は坂口のソロプロジェクトとして活動。グレア【glare】とは、物の見え方の良否に影響を与える要因の一つで〈まぶしさ〉のことを意味する。

## メンバー
- 坂口広亮（Vo.Gt.）

## 元メンバー
- 吉澤亮平（Ba.Cho.）
- 大脇武（Dr.）
- 和田怜（Gt.Vo.）

## 現在のサポートメンバー
- 向田 悠作(YOLK) / Gt.Cho.
- 森田 健二郎/Ba.
- ema/Dr.(fat prop)

## 過去のサポートメンバー
- 和田 卓 (ex.Oimio/ex.My Arcade) / Ba.
- 仙田 葉子 (わかまつごうBAND/Lopitals) / Key.
- 右田 真也 (My Arcade) / Gt.Cho.
- 吉澤 亮平 (ex.USE THIS ANYWAY) / Ba.Cho.
- ぺやんぐ (ぷぷぷ) / Ba.
- ゆんしゃん (ぷぷぷ) / Cho.
- りこぴん (テイパーの見た夢) / Ba.
- 谷口 ショーマ (the murder case) / Gt.
- 工藤 美奈 / Ba.
- カイト (cur) / Ba.
- 山崎 康介 (雨のパレード) / Gt.
- 古市 広郷 (monocraft) / Dr.

## 来歴
地元、鹿児島のミュージシャンをサポートに迎え、2012年3月18日に初ライブを行う。
2012年8月18日のライブで吉澤亮平、大脇武加入。2013年8月3日よりサポートメンバーとして右田真也が参加。2014年8月24日のライブをもって大脇武が脱退。2014年11月より正式なメンバーとして和田怜が加入。その後、坂口のソロプロジェクトへと移行。現在はサポートメンバーを迎えて活動している。
2018年5月20日にWALK INN FES! 2018 のメインステージへ出演。大きな反響を得る。7月29日、フジロックフェスティバル2018 ROOKIE A GO GO へ出演した。

## ディスコグラフィー
- Massive fun / Parts of me(2012)  自主制作
- Wire goes out / Catch the madder sun(2013)　自主制作
- Blink in the dark night(2014)　自主制作
- You are my sunshine(2016)　自主制作
- Fallin' in Love(2018)　自主制作